# Armazel
Armazel, aussi appelé Azmaïer ou Amzier dans les chroniques arméniennes (mort en 103), est un roi géorgien de Mtskheta qui règne de 87 à 103 apr. J.-C.

## Règne
Armazel est le fils unique de Kaos, roi de Mtskheta, auquel il succède à sa mort, en 87. Il règne conjointement avec son cousin germain Azorc, fils de Pharasman, dont le royaume est Armaz.
Depuis la précédente génération, la Géorgie est vassale du royaume d'Arménie. Mais un jour, le roi Erovand II est assassiné sous les ordres de son ministre, Smbat Bivritan, qui place sur le trône Artabat. Alors, les Géorgiens décident de s'allier aux peuples du Caucase et envahissent l'Arménie. La Chronique raconte qu'ils ravagent entièrement le pays et retournent dans leur pays tout de suite après. Mais, n'ayant pas terminé de régler leurs problèmes, c'est Bazouc, roi des Osses qui décide de combattre en duel le ministre arménien. Bazouc est vaincu puis tué et les Géorgiens, fous de rage, demandent de l'aide auprès de leurs propres rois, Azorc et Armazel qui déclenchent une bataille si sanglante « que les hommes n'arrivaient pas à se reconnaître ». Cette bataille s'achève avec une nouvelle défaite géorgienne.
Mais Armazel et Azorc ne s'avouent pas vaincus de sitôt et ravagent une nouvelle fois l'Arménie avant de se faire vaincre par Smbat à leur tour. Les Géorgiens doivent alors reconnaître la suprématie des Arméniens et leur suzeraineté.

## Famille
De son épouse inconnue, Armazel a eu un fils unique :
- Déroc, roi de Mtskheta.